# Omphalodes alienoides
Omphalodes alienoides är en strävbladig växtart som beskrevs av Guy L. Nesom. Omphalodes alienoides ingår i släktet lammtungor, och familjen strävbladiga växter. Inga underarter finns listade i Catalogue of Life.